# Borja Valero
Borja Valero Iglesias (Madrid, 12 januari 1985) is een Spaans voetballer die doorgaans als middenvelder speelt. Hij tekende in september 2020 een contract bij ACF Fiorentina, dat hem overnam van Internazionale. Valero debuteerde in 2011 in het Spaans voetbalelftal.

## Clubvoetbal
Borja Valero speelde vanaf 1995 in de jeugdelftallen van Real Madrid. Uiteindelijk haalde de middenvelder Real Madrid Castilla, het tweede elftal van de club. Bovendien speelde hij in 2006 twee officiële wedstrijden in het eerste elftal: in een bekerwedstrijd tegen Écija Balompié als invaller voor Javi García en in een wedstrijd in de UEFA Champions League tegen FC Dynamo Kiev. In 2007 vertrok hij naar RCD Mallorca.

## Interlandcarrière
Borja Valero debuteerde op 4 juni 2011 in het Spaans nationaal elftal, tijdens een oefenwedstrijd tegen de Verenigde Staten, als invaller voor David Silva in de tweede helft.

## Erelijst
Real Madrid
- Primera División: 2006/07

| Europees kampioen –19 | 1x | 2004 |

1 Terracciano ·
2 Dodô ·
3 Biraghi  ·
4 Bove ·
5 Pongračić ·
6 Ranieri ·
7 Sottil ·
8 Mandragora ·
9 Beltrán ·
10 Guðmundsson ·
11 Ikoné ·
15 Comuzzo ·
17 Zaniolo ·
20 Kean ·
21 Gosens ·
22 Moreno ·
23 Colpani ·
24 Richardson ·
28 Martínez Quarta ·
29 Adli ·
30 Martinelli ·
32 Cataldi ·
33 Kayode ·
43 De Gea ·
53 Christensen ·
65 Parisi ·
99 Kouamé ·
Coach: Palladino
· Assistent-coach: Peluso